# Lista de topónimos gregos
Segue-se uma lista (não exaustiva) de topónimos da Grécia Antiga:
| Atenas       | Ática, Grécia                |  |
| Emporion     | Ampúrias, Catalunha, Espanha |  |
| Esparta      | Lacedemónia, Grécia          |  |
| Fócida       | Grécia                       |  |
| Ftiótida     | Grécia                       |  |
| Halicarnasso | Turquia                      |  |
| Lócrida      | Grécia                       |  |
| Massália     | Marselha, França             |  |
| Neápolis     | Nápoles, Itália              |  |
| Lacedemónia  | Lacónia                      |  |
| Téspias      | Beócia, Grécia               |  |